# Maria Magdalena Austriaczka
Maria Magdalena Habsburg (ur. 7 października 1589 w Grazu, zm. 1 listopada 1631 w Padwie) – najmłodsza córka Karola Styryjskiego, arcyksięcia Austrii, i jego żony-siostrzenicy Anny Marii Bawarskiej. W latach 1621–1628 wraz z teściową Krystyną Lotaryńską sprawowała koregencję w imieniu małoletniego syna – Ferdynanda II
W 1608 roku wyszła za mąż za Kosmę II Medyceusza, księcia Toskanii. Maria Magdalena i Cosimo mieli ośmioro dzieci:

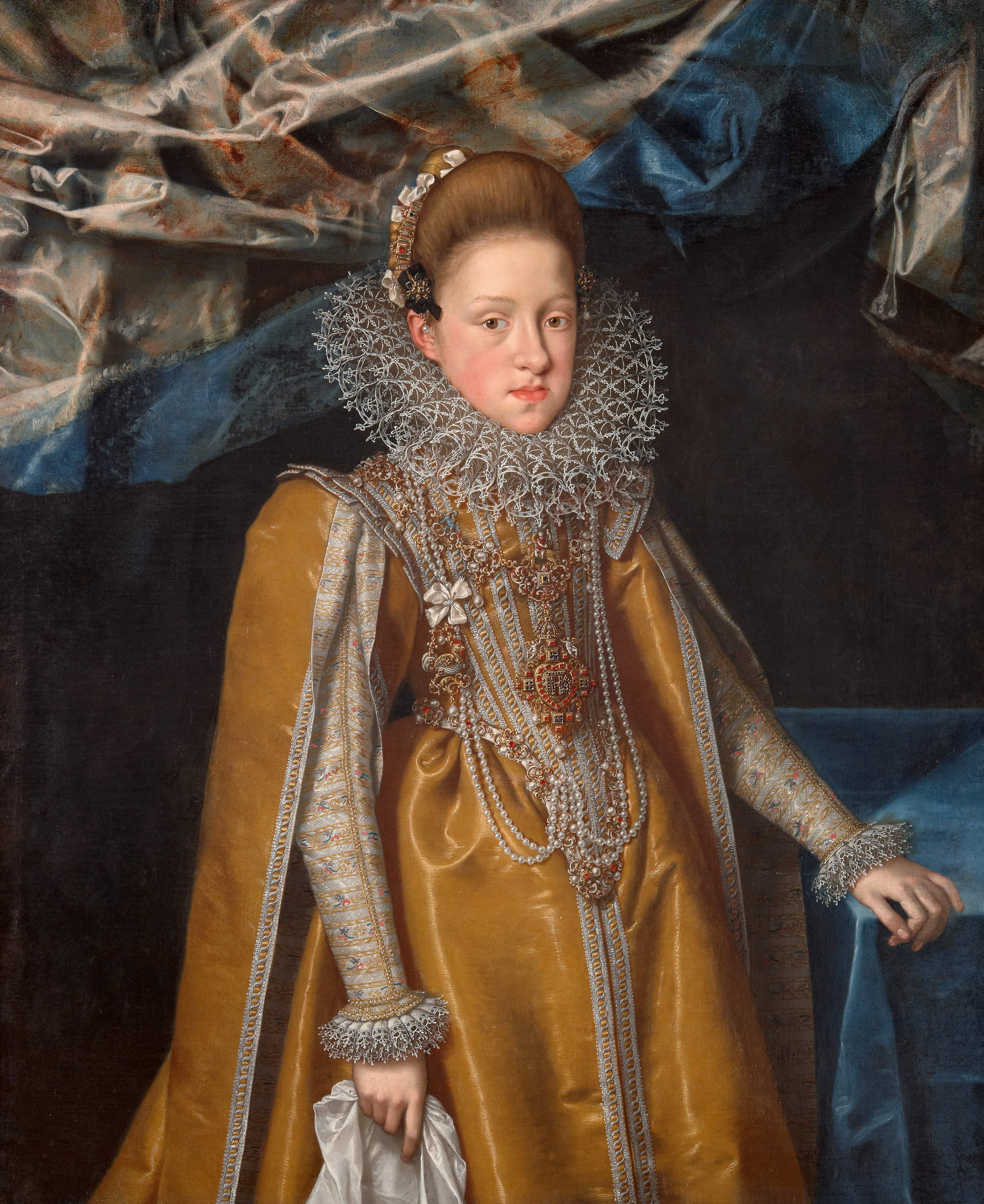
Maria Madalena, księżna Toskanii

- Marię Krystynę (ur. 24 sierpnia, 1609, zm. 9 sierpnia, 1632);
- Ferdynanda II (ur. 14 lipca, 1610, zm. 23 maja, 1670), wielkiego księcia Toskanii;
- Giancarlo (ur. 24 lipca, 1611, zm. 13 stycznia, 1663);
- Margaritę (ur. 31 maja, 1612, zm. 6 lutego, 1679), księżna Parmy;
- Matteo (ur. 9 kwietnia, 1613, zm. 14 października, 1617);
- Franciszka (ur. 16 października, 1614, zm. 25 lipca, 1634);
- Annę (ur. 21 lipca, 1616, zm. 11 września, 1676);
- Leopolda (ur. 6 listopada, 1617, zm. 10 listopada, 1675).